# Jonsered
Jonsered is een plaats in de gemeente Partille in het landschap Västergötland en de provincie Västra Götalands län in Zweden. De plaats heeft 928 inwoners (2005) en een oppervlakte van 64 hectare. De lokale voetbalclub is Jonsereds IF.

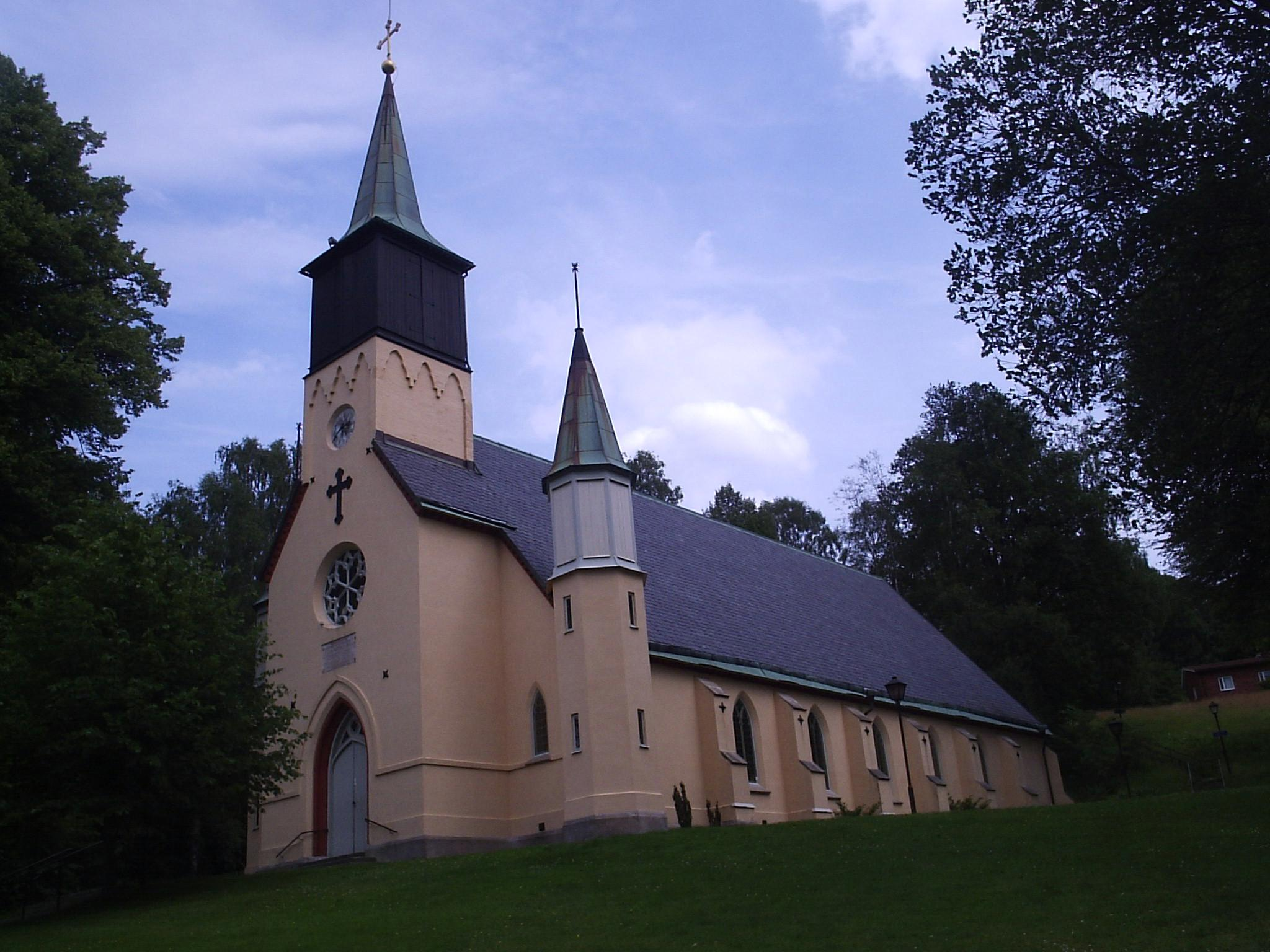
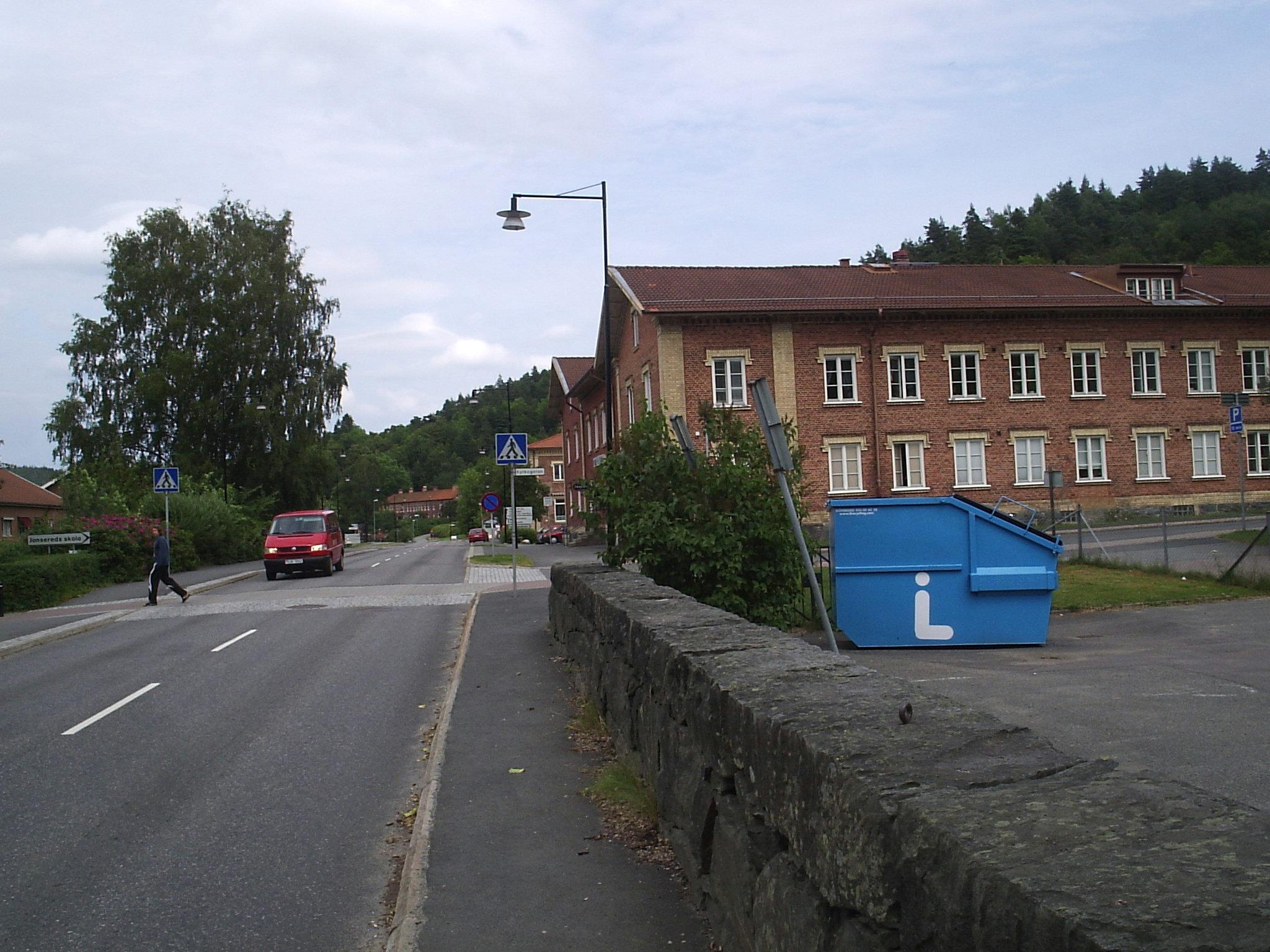
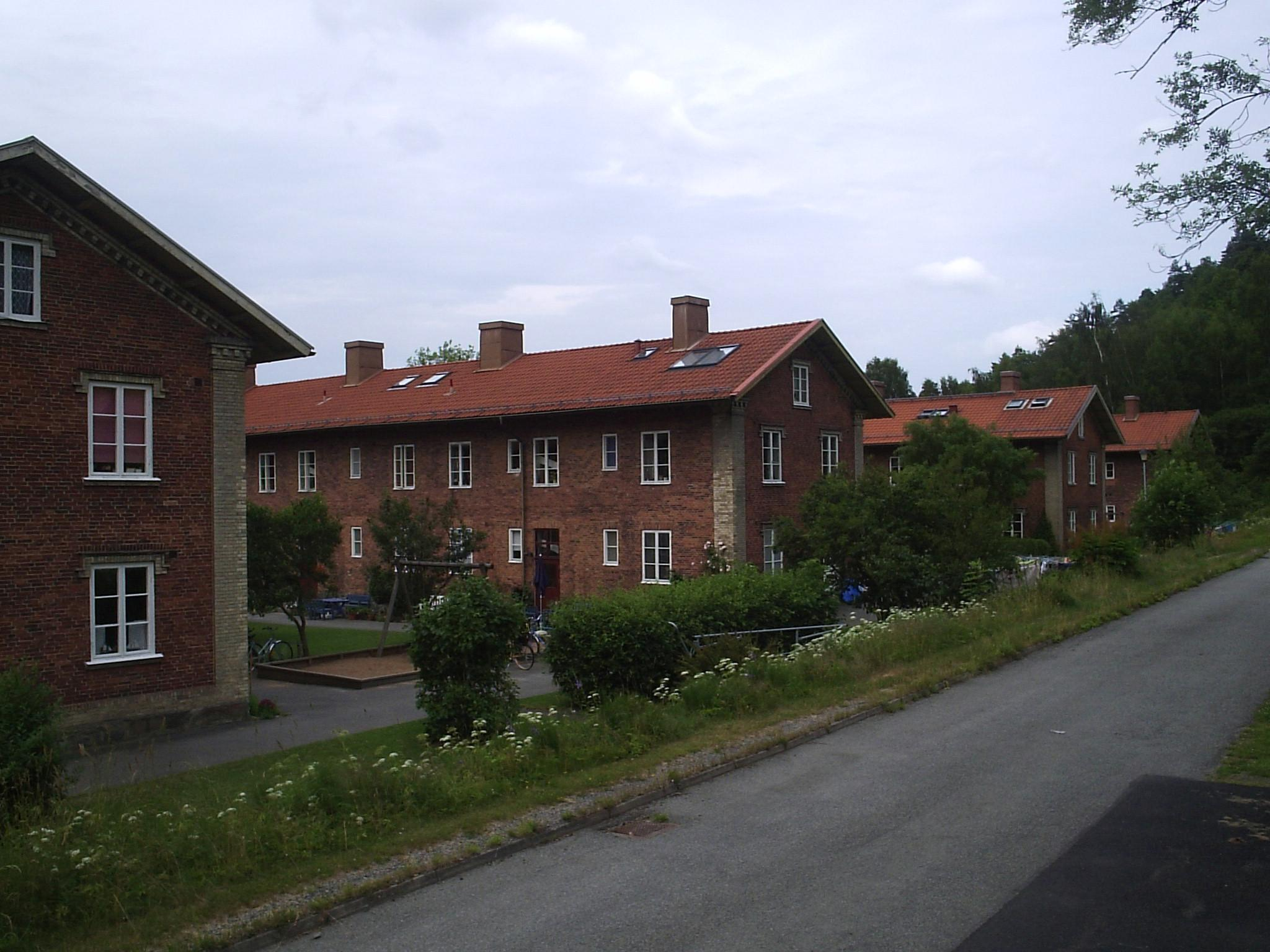
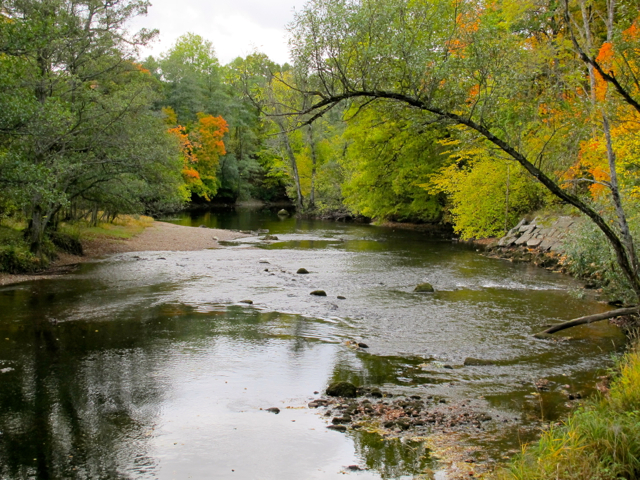
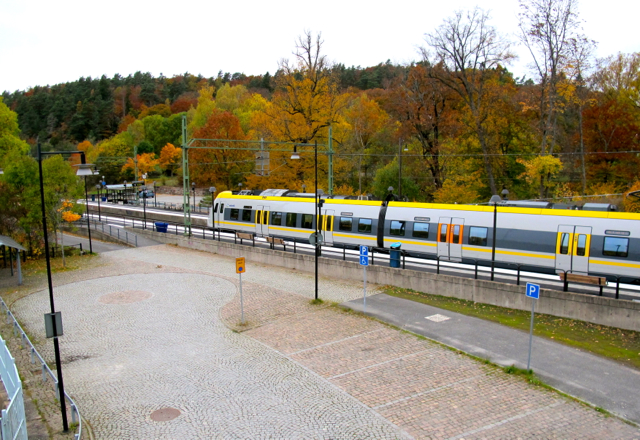
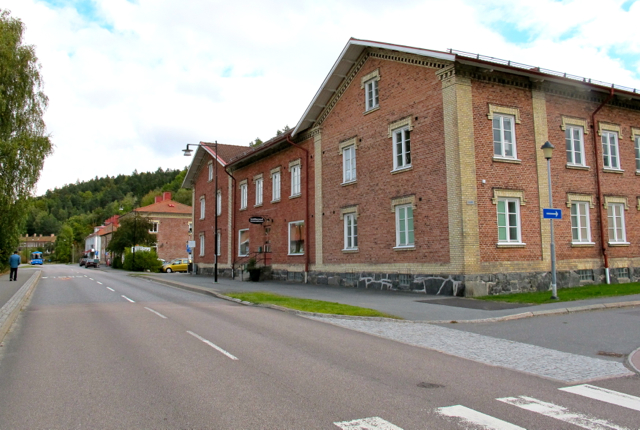